# Harald Irmscher
Harald Irmscher (Oelsnitz, 12 febbraio 1946) è un allenatore di calcio ed ex calciatore tedesco-orientale, di ruolo centrocampista.

## Carriera

### Club
Durante la su carriera ha vestito le maglie di Motor Zwickau, Carl Zeiss Jena e Wismut Gera.

### Nazionale
Con la Nazionale tedesco-orientale ha preso parte al mondiale del 1974.